# والتر شارب
والتر شارب (بالإنجليزية: Walter Sharpe)‏ مواليد 18 يوليو 1986 في هنتسفيل، هو لاعب كرة سلة محترف أمريكي بدأ مسيرته الاحترافية في سنة 2008 حيث تم اختياره من قبل فريق سياتل سوبرسونيكس خلال الدرافت، يلعب في الدوري الفنزويلي لكرة السلة ويحمل الرقم 42. يبلغ طوله 6 قدم 9 بوصة (2.1 م).

## إحصائيات المسيرة

### الموسم الاعتيادي
| السنة   | الفريق          | لعب | بدأ | دقيقة | ميداني% | ثلاثية | حرة  | ارتداد | صنع | استلاب | تصدي | نقطة |
| ------- | --------------- | --- | --- | ----- | ------- | ------ | ---- | ------ | --- | ------ | ---- | ---- |
| 2008–09 | ديترويت بيستونز | 8   | 0   | 2.5   | .364    | .000   | .000 | .4     | .0  | .0     | .2   | 1.0  |
| المسيرة |                 | 8   | 0   | 2.5   | .364    | .000   | .000 | .4     | .0  | .0     | .2   | 1.0  |

## روابط خارجية
- والتر شارب على موقع إن بي أي (الإنجليزية)
- والتر شارب على موقع دوري السوبر التايواني لكرة السلة (الصينية)
- والتر شارب على موقع سبورتس رفرنس (الإنجليزية)
- والتر شارب على موقع كرة السلة الأوروبية.كوم (الإنجليزية)
- والتر شارب على موقع إي إس بي إن.كوم (الإنجليزية)
- والتر شارب على موقع كلية كرة السلة في سبورتس رفرنس.كوم (الإنجليزية)
- والتر شارب على موقع ريلجم (الإنجليزية)
- والتر شارب على موقع بروبوليرز (الإنجليزية)
- والتر شارب على موقع سبورتس رفرنس (الإنجليزية)